# Gymnocalycium stellatum
Gymnocalycium stellatum ist eine Pflanzenart in der Gattung Gymnocalycium aus der Familie der Kakteengewächse (Cactaceae).

## Beschreibung
Gymnocalycium stellatum wächst zunächst einzeln und später sprossend mit graugrünen bis bräunlich grauen, abgeflacht kugelförmigen Trieben und erreicht Durchmesser von bis zu 10 Zentimeter und mehr. Die sieben bis elf (und mehr) flachen, gerundeten Rippen weisen keine kinnartigen Vorsprünge auf. Die drei bis fünf geraden bis leicht gebogenen Dornen sind dunkelbraun und vergrauen im Alter.
Die weißen Blüten erreichen eine Länge von 6 bis 6,5 Zentimeter und ebensolche Durchmesser. Die Früchte sind zylindrisch.

## Verbreitung, Systematik und Gefährdung
Gymnocalycium stellatum ist in den argentinischen Provinzen Catamarca und Córdoba in Höhenlagen von 500 bis 1500 Metern verbreitet.
Die Erstbeschreibung erfolgte 1925 durch Carlos Luis Spegazzini. Nomenklatorische Synonyme sind Echinocactus stellatus Speg. (1905, nom. illeg.) und Gymnocalycium quehlianum var. stellatum (Speg.) Dölz (1957)
Es werden folgende Unterarten unterschieden:
- Gymnocalycium stellatum subsp. stellatum
- Gymnocalycium stellatum subsp. occultum Frič ex H.Till & W.Till

In der Roten Liste gefährdeter Arten der IUCN wird die Art als „Least Concern (LC)“, d. h. als nicht gefährdet geführt.

## Nachweise